# 綾瀬スポーツ公園第一野球場
綾瀬スポーツ公園第一野球場（あやせスポーツこうえんだいいちやきゅうじょう）は、神奈川県綾瀬市の綾瀬スポーツ公園内にある野球場。

## 施設概要
- 内外野：全面ロングパイル人工芝（一部混合土）[1]
- 両翼：98m 中堅：122m[1]
- 収容人員：4,380人(バックネット裏531席、残り芝生席)
- 照明：なし
- スコアボード：電光掲示板

## 交通アクセス
- 小田急江ノ島線桜ヶ丘駅西口より長後駅西口行きバス約10分『本蓼川』下車徒歩3分[2]